# Station Hoshigaoka
Station Hoshigaoka (星ヶ丘駅, Hoshigaoka-eki) is een spoorwegstation in de Japanse stad Hirakata. Het wordt aangedaan door de Katano-lijn. Het station heeft twee sporen, gelegen aan twee zijperrons. 

## Treindienst

#### Katano-lijn
| 1 | ■ Katano-lijn | richting Hirakatashi |
| 2 | ■ Katano-lijn | richting Kisaichi    |

## Geschiedenis
Het station werd in 1929 geopend. Van 1945 tot 1946 was het station gesloten.  

## Stationsomgeving
- Amano-rivier

Hirakatashi · Miyanosaka · Hoshigaoka · Murano · Kōzu · Katanoshi · Kawachi-Mori · Kisaichi